# Orange Kabelano Charity Cup
La Orange Kabelano Charity Cup es una competición de fútbol jugada a un solo partido en Botsuana, fundada en 1995, y patrocinada por Orange S.A.. La participación en el evento es decidida por invitación o por voto público.

## Campeones
- 1996 : Extension Gunners
- 1997 : Mochudi Centre Chiefs
- 1998 : Extension Gunners
- 1999/00 : No se disputó
- 2001 : Extension Gunners
- 2002 : Township Rollers 1-0 Notwane
- 2003 : Gaborone United
- 2004 : Township Rollers 1-0 Extension Gunners
- 2005 : Mochudi Centre Chiefs 2-0 Extension Gunners
- 2006 : Township Rollers 4-2 Notwane
- 2007 : Notwane 3-1 Mochudi Centre Chiefs (Prórroga)[2]
- 2008 : Mochudi Centre Chiefs 2-0 ECCO City Green
- 2014 : Township Rollers 6(1)-(1)5 Mochudi Centre Chiefs (Penaltis)